# Исторически музей (Нова Загора)
Историческият музей в Нова Загора е създаден през 1921 г. като колекция на археологическо дружество „Загорие“ и по-специално на новозагорския учител по история Никола Стефанов Койчев.
Първата музейна изложба, съдържаща археологически материали, е открита през 1926 г. в кабинета по география на градската гимназия. През 1940 г. сбирката е преместена в читалището, а от 1949 г. разполага със самостоятелна сграда. Съвременната сграда на музея е построена през 1955 – 1959 г.
Благодарение на множеството праисторически и антични селищни и надгробни могили, както и антични и средновековни крепости и селища в региона, на територията на община Нова Загора са провеждани редовни и спасителни археологически проучвания на редица обекти.
През годините музеят натрупва значителен фонд от над 40000 фондови единици и се смята за един от големите исторически музеи в България. Водещо място заемат археологическите и нумизматични материали, следвани от историческите документи и фотографии от периода на Възраждането и новата история, етнографски и палеонтологически материали.

## Галерия
- Експонати на музея
- Неолитна култова пластика
- Детско погребение и глинени гробни дарове от бронзовата епоха
- Медицински инструменти от I – II век
- Бронзови съдове от I – II век
- Глинен олтар и каменна пластика от I – IV век
- Стъклени съдове от III век
- Средновековни занаятчийски инструменти
- Златни византийски монети от XI – XII век